# O.Torvald
О.Торвалд (укр. Оторвальд) је украјинска рок група, која пева на украјинском и руском језику. Основана је 2005. у Полтави. До сада су издали 6 албума. Представљаће Украјину на Песми Евровизије 2017. са песмом Time.

## Историја
Историја групе почиње упознавањем Јевгенија Галича и Дениса Мизјука 1994. године. Како су обојица имали јаку жељу да свирају поп-рок, године 1999. оснивају бенд Крути! Педалі који је постојао до 2005. Исте године основана је група О.Торвалд. Тадашњи састав су чинили Јевгениј Галич (вокал), Денис Мизјук (гитара) , Александр Нечипоренко (гитара) и Игор Одарјук (бас гитара). Групи се касније придружио и бубњар. Наредне године, састав се сели у Кијев, где изнајмљују велики приватан простор, у коме су сви живели заједно.
Као и сви беднови, на почетку су наступали по разним фестивалима, као што су GBOB, Червона Рута,  Перлини Сезону и Таврійські ігри. Паралелно су снимали своје песме, али већина је остала у демо-верзији. Године 2008, издају свој деби албум O.Torvald — 2008 и спот за песму Не залишай (Не иди). Након тога, група стиче све већу популарност, појављујући се на телевизији, радију и другим медијима.
Почетком 2009, амерички режисер, украјинског порекла, Алекс Бајев позива групу и предлаже им да сниме два музичка спота. Он је заправо имао жељу да то учини са групом из своје домовине. Одлучено је да ће се снимити клипови за песме Киев-Лондон(Кијев-Лондон) и Не грузи (Не оптерећуј).
Године 2011, стичу бројна признања након објаве свог другог албума В Тобі. На албуму се налази 12 песама, а за 3 песме снимљени су и спотови. Исте године, обишли су 30 украјинских градова, поводом турнеје В ТОБІ TOUR 2011. Други албум се знатно разликовао од деби албума. Доласком новог бубњара и басисте, звучали су другачије. Током лета 2012, наступали су на многим украјинским, руским и европским фестивалима. На фестивалу PROSTOROCK наступили су заједно са групама Линкин парк и Гарбиџ.
Године 2015, група је снимила насловну нумеру за филм Киев днем и ночью (Кијев дању и ноћу).
У септембру 2016, издали су нови албум #нашілюдивсюди. И поред тога што је подлегао жестоким критикама фанова, албум је стекао бројна признања. Група је снимила песму Твой дух- твое оружие за филм Правила боя, у којем је фронтмен групе, Јевгениј Галич, одиграо главну улогу у друштву звезда Алексеја Горбунова и Александра Јусика. Филм је премијеру имао 26. јануара 2017. Тренутно, група је обишла 22 украјинска града поводом своје турнеје, а у пролеће планирају одржати концерте и у западноевропским земљама.
25. фебруара 2017, одлучено је да ће група представљати Украјину на Песми Евровизије 2017. са песмом Time..
Године 2018. група се преселила у Пољску, њихова активност у културном животу је нешто опала. Иако је за то време објављено неколико песама и клипова.

## Састав групе

### Садашњи чланови
- Јевгениј Галич- вокал, ритам-гитара
- Денис Мизјук- соло-гитара
- Николај Рајда- клавијатура
- Александр Солоха- удараљке
- Никита Васиљев- бас-гитара

### Бивши чланови
- Александр Нечипоренко- ритам-гитара
- Андреј Литвинок- удараљке
- Игор Одарјук- бас-гитара
- Владимир Јаковљев- удараљке
- Владимир Јарошенко- бас-гитара

## Дискографија

### Албуми
- О.Torvald (2008)
- В тобі (2011)
- Акустичний (2012)
- Примат (2012)
- Ти є (2014)
- #нашілюдивсюди (2016)